# Hasora
Genre
Le genre Hasora regroupe des insectes lépidoptères de la famille des Hesperiidae et de la sous-famille des Coeliadinae.

## Dénomination
Ils ont été nommés Hasora par Frederic Moore en 1881

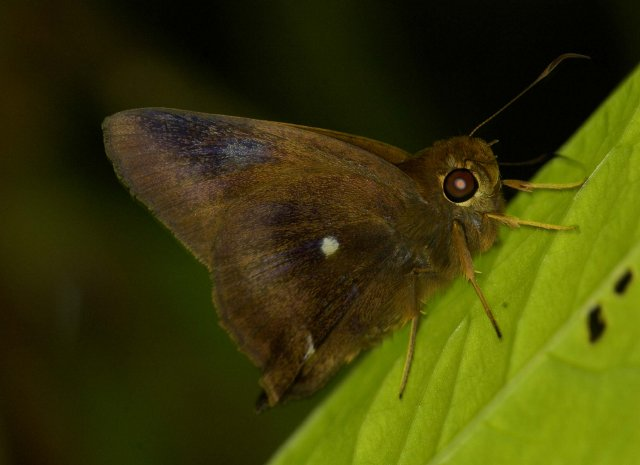
Hasora badra

## Liste des espèces
- Hasora alexis (Fabricius); présent en Inde, au Sri Lanka, au Baloutchistan et en Birmanie.
- Hasora alta de Jong, 1982; à Sumatra.
- Hasora anura de Nicéville, 1889; en Birmanie, Thaïlande et au Laos.
- Hasora badra (Moore, [1858]); présent en Inde, au Sri Lanka, en Malaisie, Chine, Japon, à Sumatra, Java, Bornéo et au Sulawesi.
- Hasora borneensis Elwes & Edwards, 1897;
- Hasora buina Evans, 1926;
- Hasora caeruleostriata de Jong, 1982; aux Philippines.
- Hasora celaenus (Stoll, 1782); aux Moluques et en Nouvelle-Guinée.
- Hasora coeruleostriata De Jong, 1982;
- Hasora chromus (Cramer, [1780]) dans le sud de la Chine, en Malaisie et en Australie.
  - Hasora chromus chromus
  - Hasora chromus inermis Elwes & Edwards, 1897; au Japon.
- Hasora danda Evans, 1949; en Birmanie, Thaïlande et au Laos.
- Hasora discolor (C. & R. Felder, 1859); en Australie et en Nouvelle-Guinée.
- Hasora fushigina Maruyama & Ueda, 1992;
- Hasora hurama (Butler, 1870); en Australie et en Nouvelle-Guinée.
- Hasora khoda (Mabille, 1876)
  - Hasora khoda coulteri Wood-Mason et de Nicéville, [1887]; en Inde, Birmanie et Thaïlande.
  - Hasora khoda dampierensis Rothschild, 1915; en Nouvelle-Guinée.
  - Hasora khoda haslia Swinhoe, 1899; en Australie.
  - Hasora khoda latalba de Jong, 1982;
- Hasora mavis Evans, 1934; en Thaïlande, Malaisie et  Philippines.
  - Hasora khoda minsona Swinhoe, 1907
- Hasora lavella Evans, 1928;
- Hasora leucospila (Mabille, 1891)en Malaisie, Thaïlande, Birmanie, à Sumatra, Java, Bornéo et au Sulawesi.
- Hasora lizetta (Plötz, [1883]); présent en Malaisie et à Java.
- Hasora mixta (Mabille, 1876)
- Hasora moestissima (Mabille, 1876)
- Hasora mus Elwes et Edwards, 1897; présent en Malaisie.
- Hasora myra (Hewitson, [1867]); présent en Malaisie et en Thaïlande.
- Hasora perplexa (Mabille, 1876)
- Hasora proximata (Staudinger, 1889)
- Hasora proxissima Elwes et Edwards, 1897
  - Hasora proxissima chalybeia Inoue & Kawazoe, 1964; au Vietnam.
  - Hasora proxissima siamica Evans, 1932; en Thaïlande et au Laos.
  - Hasora proxissima siva Evans, 1932; à Bornéo.
- Hasora quadripunctata (Mabille, 1876)
- Hasora sakit Maruyama et Ueda, 1992;
- Hasora salanga (Plötz, 1885); présent en Malaisie, Thaïlande, Birmanie, à Sumatra et Bornéo.
- Hasora schoenherr (Latreille, [1824]); en Malaisie et à Java.
  - Hasora schoenherr chuza (Hewitson, [1867]) en Thaïlande, Malaisie, à Sumatra et Bornéo.
  - Hasora schoenherr gaspa Evans, 1949; en Inde, Thaïlande, Birmanie, Laos, Vietnam.
- Hasora simillima Rothschild, 1916;
- Hasora subcaelestis Rothschild, 1916; en Nouvelle-Guinée.
- Hasora takwa Evans, 1949; en Nouvelle-Guinée.
- Hasora taminatus (Hübner, [1818])dans tout le sud-est de l'Asie.
  - Hasora taminatus taminatus en Inde, au Sri Lanka et en Birmanie.
  - Hasora taminatus amboinensis Swinhoe, 1909; en Papouasie.
  - Hasora taminatus attenuata (Mabille, 1904)
  - Hasora taminatus bhavara Fruhstorfer, 1911
  - Hasora taminatus malayana (C. & R. Felder, 1860) en Inde, Thaïlande, Birmanie, Laos, Malaisie, dans l'ouest de la Chine à Sumatra, Java, Bali et Bornéo.
  - Hasora taminatus vairacana Fruhstorfer;
- Hasora thridas (Boisduval, 1832); en Nouvelle-Guinée.
- Hasora umbrina (Mabille, 1891); au Vanuatu.
- Hasora vitta (Butler, 1870); en Birmanie, Malaisie et  Philippines.
  - Hasora vitta vitta
  - Hasora vitta indica Evans, 1932; dans le sud de l'Inde, la Birmanie, la Thaïlande et l'ouest de la Chine.
- Hasora wilcocksi Eliot, 1970; en Malaisie.
- Hasora zoma Evans, 1934; présent en Malaisie, en Thaïlande et à Sumatra.

### Sources
- funet